# DeKalb (Illinois)
DeKalb è una città degli Stati Uniti d'America, situata nella Contea di DeKalb, nello Stato dell'Illinois. Il nome le è stato dato in onore del generale Johann de Kalb.